# アカゲラ
アカゲラ（赤啄木鳥、学名：Dendrocopos major）は、キツツキ目キツツキ科アカゲラ属に分類される鳥類。

## 分布
ヨーロッパ、北アフリカの一部、ロシア、モンゴル、オホーツク、カムチャツカ半島、中国北東部、朝鮮半島、日本、ミャンマー、インドシナ半島北部に分布する。
アゼルバイジャン、アルジェリア、アルバニア、アルメニア、アンドラ、イギリス、イタリア、イラン、インド、ウクライナ、エストニア、オーストリア、オランダ、カザフスタン、ギリシャ、クロアチア、ジョージア、スイス、スウェーデン、スペイン、スロバキア、スロベニア、セルビア、大韓民国、チェコ、中華人民共和国、チュニジア、朝鮮民主主義人民共和国、デンマーク、ドイツ、トルコ、日本、ノルウェー、ハンガリー、フィンランド、フランス、ブルガリア、ベトナム、ベラルーシ、ベルギー、ボスニア・ヘルツェゴビナ、ポーランド、ポルトガル、マケドニア共和国、ミャンマー、モルドバ、モロッコ、モンゴル、モンテネグロ、ラオス、ラトビア、リトアニア、リヒテンシュタイン、ルクセンブルク、ルーマニア、ロシア。
日本では北海道に亜種エゾアカゲラが、本州、四国に亜種アカゲラが留鳥として周年生息する。四国での生息数はきわめて少ない。九州以南には分布しない。
亜種ハシブトアカゲラはアジア大陸北部・樺太に生息し、春秋の渡りの時期に日本海の離島で観察されることがある。過去に山口県見島（1978年3月）、石川県舳倉島で観察された。

## 亜種
- D. major major 基亜種 (Liinaeus, 1758) - スカンディナヴィア、ポーランド北部、ウクライナ北部[4]、シベリア西部からウラル山脈[5]。
- D. major pinetorum - イギリス、フランス、中央ヨーロッパからイタリア、バルカン半島、トルコ、コーカサス[5]、ウクライナ南部[4]。
- D. major harterti - サルデーニャ、コルシカ島。[5]
- D. major hispanus - イベリア半島。[5]
- D. major canariensis - テネリフェ島（カナリア諸島）。[5]
- D. major thanneri - グラン・カナリア島（カナリア諸島）。[5]
- D. major mauritanus - モロッコ。[5]
- D. major numidus - アルジェリア北部、チュニジア。[5]
- D. major poelzami - 南コーカサス、カスピ海地方南部。[5]
- D. major brevirostris 亜種ハシブトアカゲラ - シベリアからアムール川、モンゴル、満州[5]、オホーツク海沿岸[4]。
- D. major kamtschaticus - カムチャツカ半島、オホーツク海北部沿岸。[5]
- D. major japonicus 亜種エゾアカゲラ - 満州東部、樺太、千島列島、朝鮮、日本北部。[5]
- D. major hondoensis 亜種アカゲラ
- D. major cabanisi - 満州南部から中国南東部、海南島、ミャンマー東部、インドシナ半島。[5]
- D. major stresemanni - 中国西部からミャンマー、チベット南東部、インド北東部。[5]

## 形態
全長23.5cm (20-24cm) 。翼開長38-44cm、体重66-98g。中形のキツツキ類であるが、種小名 major は「大きい」の意で、同時期に記載されたコアカゲラやヒメアカゲラよりも大型であることに由来し、英名 great と同義。
黒、白、赤の3色からなる。背は黒く、肩羽先端が白くて、逆「八」の字状に見える。腹部や尾羽基部下面（下尾筒）は赤い羽毛で覆われる。翼の色彩は黒く、中雨覆や大雨覆に白い斑紋が入り英名（spotted=斑点のある）の由来になっている。
虹彩は暗赤色。嘴はやや短い（嘴峰長2.6-2.9cm）。嘴や足の色は黒い。
オスの成鳥は後頭が赤い羽毛で覆われ、和名の由来になっている。メスの成鳥の後頭部には赤い部分が無く、黒い羽毛で覆われる。幼鳥は雌雄とも頭頂が赤い羽毛で覆われる。
D. m. brevirostris ハシブトアカゲラ
額から頬、下面は白い。肩羽の白色斑は大型。三列風切先端に白い斑紋がない。嘴が太い。
D. m. hondoensis アカゲラ
額から頬、下面は汚白色。肩羽の白色斑は小型。三列風切先端に白い斑紋が入る。
D. m. japonicus エゾアカゲラ
額から頬、下面は汚白色。肩羽の白色斑は大型。三列風切先端に白い斑紋が入る。

## 生態

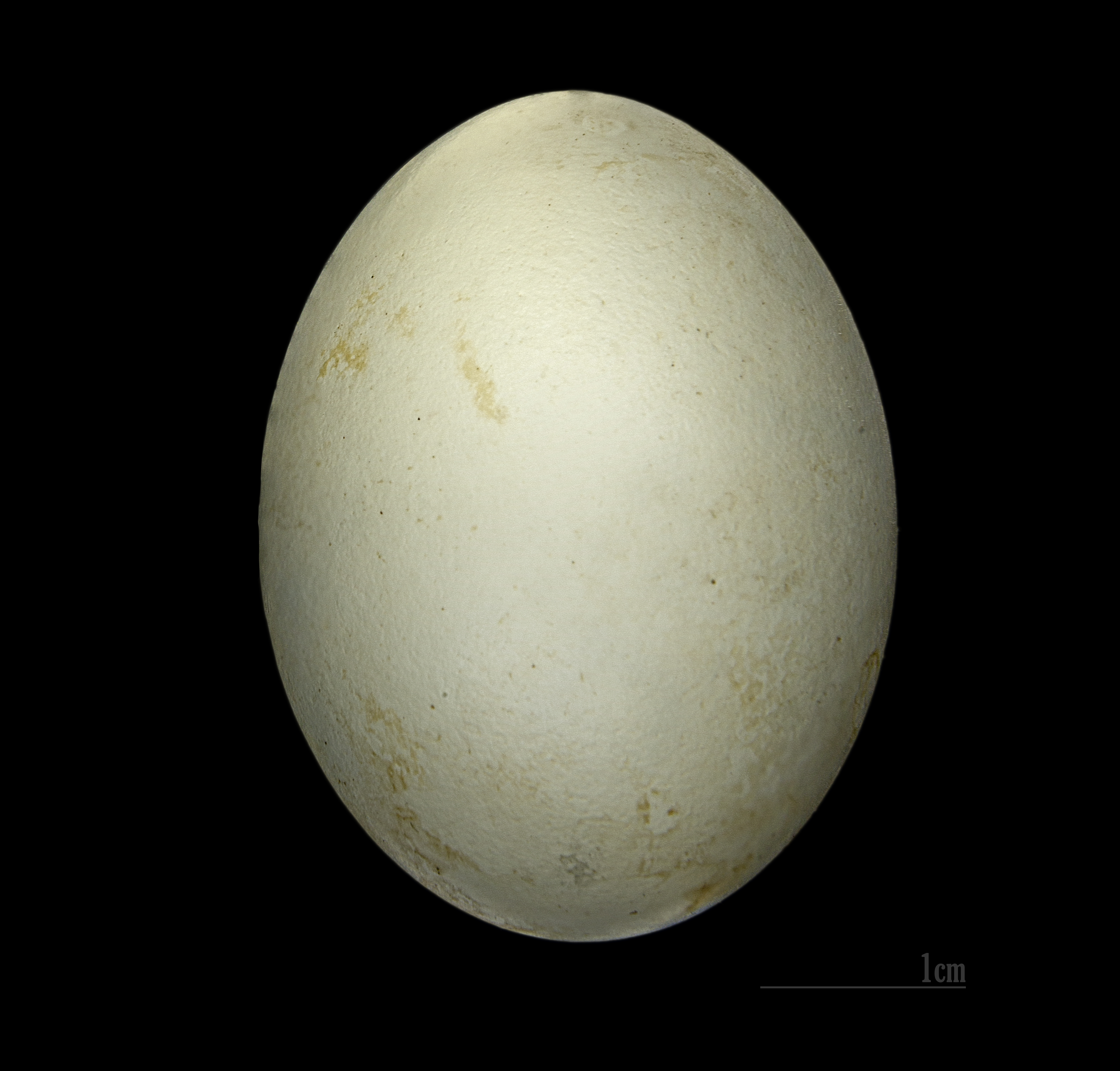
Dendrocopos major

亜高山帯まで（寒冷地では低地に生息する）の落葉広葉樹林や針葉樹林、混交林などに生息する。単独もしくはペアで生活する。高緯度に分布する個体群は冬季になると不規則に南下することはあるが、基本的に渡りをしない。
食性は雑食で、主に昆虫、クモ、多足類を食べるが果実、種子なども食べる。主に樹幹で採食を行う。
主に枯れ木の幹に、くちばしで入口直径4cm、深さ30-45cmの穴を開けた巣に、日本では5-7月に4-6個の卵を産む。卵は白色無斑。抱卵期間は14-16日。雛は孵化してから20-21日で巣立つ。
鳴き声は「キョッ、キョッ」（飯塚書店編集部編 『短歌表現辞典 鳥獣虫魚編』、飯塚書店、2刷2001年（1刷1997年）、9頁。）。